# اچری، ایزن
اچری، ایزن (به فرانسوی: Achery, Aisne) یک کمون در فرانسه است که در پیکاردی واقع شده‌است.

## خصوصیات
اچری ۶٫۹ کیلومترمربع مساحت و ۵۸۷ نفر جمعیت دارد و ۵۰ متر بالاتر از سطح دریا واقع شده‌است.